# Język kalamang
Język kalamang, także: karas, karas laut, karkaraf – język papuaski używany w indonezyjskiej prowincji Papua Zachodnia, przez mieszkańców wyspy Kalamang (największa z wysp Karas).
Według danych z 2019 r. posługiwało się nim wtedy 190 osób, przy czym nie wszyscy użytkownicy władali nim biegle. Społeczność ta zamieszkuje dwie wsie – Mas (Maas) i Antalisa. Rodzime nazwy miejscowości to odpowiednio Sewa i Tamisen. Nie odnotowano różnic dialektalnych.
Z danych publikacji Encyclopedia of the World’s Endangered Languages i Ethnologue (wyd. 22) wynika, że jest zagrożony wymarciem, do czego przyczynia się napór języków iha i indonezyjskiego. Według doniesień z 2022 r. (E. Visser) język iha wcale nie jest znany społeczności, lecz istotnie doszło do redukcji przekazu międzypokoleniowego i znaczenia kalamang. W powszechnym użyciu jest malajski papuaski (lingua franca), a w mniejszym zakresie język indonezyjski. Najlepszą znajomość kalamang mają osoby urodzone przed 1980 r., a ludność urodzona po 1990 włada nim w ograniczonym zakresie, przede wszystkim biernie. Potomkowie małżeństw mieszanych przeważnie znają tylko pewien zasób słownictwa i utartych wyrażeń. Według indonezyjskiej publikacji Peta Bahasa na terytorium języka kalamang używane są także inne języki (m.in. kokas, kei i ternate). E. Visser wskazuje, że we wsi Mas są obecni użytkownicy języków geser-gorom, muna i jawajskiego, a wiele osób rozumie sąsiedni język uruangnirin. 
Sama społeczność preferuje terminy Kalamang lempuang (jako określenie wyspy) i Kalamang-mang (jako określenie języka). Obie nazwy są skracane do postaci Kalamang. Nazwa Karas była spotykana w literaturze lingwistycznej, ale jest niejednoznaczna; określa bowiem grupę trzech wysp, gdzie używany jest również niespokrewniony język uruangnirin (faur, tubiruasa). Kalamang bywa też określany jako „karas laut”, w celu odróżnienia go od tego drugiego języka („karas darat”). Karas Laut to alternatywna nazwa wyspy Kalamang, sporadycznie używana w języku indonezyjskim (dwie mniejsze są nazywane Karas Darat). 
Lokalny malajski papuaski (bliski odmianie ambońskiej) to dominujący środek komunikacji w sferach życia codziennego (na poziomie regionalnym). Standardowy indonezyjski jest natomiast wykorzystywany w edukacji, środkach masowego przekazu i administracji. W słownictwie kalamang występują zapożyczenia z malajskiego/indonezyjskiego i innych (bliżej niesprecyzowanych) źródeł austronezyjskich. Malajski stanowi istotne źródło najnowszych pożyczek leksykalnych.
Kalamang jest spokrewniony z językami mbahaam i iha, w ramach grupy języków zachodniego Bomberai (West Bomberai). Według propozycji z 2022 r. (T. Usher, A. Schapper) kalamang oraz mbahaam i iha tworzą jedną rodzinę językową wraz z wysuniętymi na zachód językami timor-alor-pantar (Greater West Bomberai).
E. Visser opracowała opis gramatyki kalamang (2020, 2022) , słownik (2020), a także zbiór tekstów w tym języku (2021). Powstała także książka z ilustracjami dla dzieci (wykorzystująca kalamang i malajski papuaski). Kalamang nie wykształcił tradycji literackiej, ale bywa sporadycznie zapisywany alfabetem łacińskim przy użyciu zasad ortografii indonezyjskiej (np. w mediach społecznościowych bądź na prośbę osób z zewnątrz). Brak ustandaryzowanych reguł pisowni. Społeczność ma neutralny stosunek do swojego języka.
Ludność wyspy wyznaje przede wszystkim islam, który przyjęto prawdopodobnie pod wpływem Sułtanatu Tidore. Zajmują się głównie rybołówstwem i produkcją gałki muszkatołowej. 